# Fondation HEC
A Fundação HEC ("Fondation de l’École des hautes études commerciales de Paris", em francês) foi fundada em 1972. O objetivo da Fundação, conforme apresentado pela HEC, é auxiliar no desenvolvimento da escola.

## Metas
Os objetivos incluem a abertura internacional, social e social, bem como a transformação digital da escola.

## História
A fundação foi criada em 1972. É reconhecida como de utilidade pública desde 1973.